# William Dodge
William Dodge   (Filadèlfia, 7 de gener de 1925 - Bryn Mawr, 7 de juliol de 1987) fou un pilot de bob estatunidenc que va competir durant la dècada de 1950. Durant la Segona Guerra Mundial va lluitar a Guam i Guadalcanal. El 1950 es llicencià a Yale.
El 1956 va prendre part en els Jocs Olímpics d'Hivern de Cortina d'Ampezzo, on guanyà la medalla de bronze en la prova del bob a quatre del programa de bob. Va formar equip amb Arthur Tyler, Charles Butler i James Lamy.